# Zadarma
Zadarma es una empresa de comunicaciones en la nube fundada en 2006 que opera en más de 150 países. La empresa tiene 12 filiales en seis países.

## Historia
Zadarma fue fundada en 2006 por Dmytro Tokar y Vitalii Chupryna. La empresa adoptó el nombre de «Zadarma», derivado de la palabra de Europa del Este «Zadarmo», que significa «gratis», ya que la empresa utiliza el modelo freemium en las comunicaciones en la nube.
En 2008, la empresa empezó a vender números virtuales en distintos países de todo el mundo. En 2012, la empresa lanzó su centralita virtual (Sistema de Telefonía Empresarial que permite la transferencia, grabación, desvío e interceptación de llamadas, así como notificaciones de mensajes instantáneos dentro de aplicaciones de mensajería como Slack, Telegram y Messenger) y los números virtuales de Zadarma pasaron a estar disponibles en 70 países.
Zadarma introdujo una interfaz API en 2015. En 2017, se pusieron en marcha centros de datos en Nueva York. La empresa también introdujo servicios de seguimiento de llamadas en 2018.
En 2019, Zadarma presentó Teamsale CRM, un sistema multifuncional para la gestión de relaciones con los clientes, integrado con centralita virtual en la nube y superó 1.700.000 usuarios.
En 2020, lanzó Speech Analytics que permite la transcripción de llamadas que se analiza según parámetros, como los silencios o las interrupciones del operador, la velocidad del discurso y el uso de palabras.
La empresa también lanzó servicios de conferencia web. Al año siguiente, se introdujo una extensión de navegador para llamadas instantáneas, que dio lugar a 2 millones de usuarios registrados.
En 2022, Zadarma se convirtió en OMV. Introdujo sus propios números de móvil en Francia y lanzó una API para distribuidores y revendedores.
Al año siguiente, la empresa introdujo un servicio eSIM con cobertura de internet en más de 150 países.
En 2023, Zadarma fue preseleccionada para el premio de OMV del Año como Innovador Empresarial.

## Servicios y Características
Centralita virtual: Centralita virtual en la nube es una solución prediseñada para la configuración de sistema de telefonía de la oficina.
Tecnología eSIM: El servicio eSIM de Zadarma ofrece varios paquetes de datos adaptados a diferentes regiones, lo que ayuda a los viajeros frecuentes. Por ejemplo, un paquete europeo proporciona 1 GB de datos en 36 países. La eSIM se puede activar mediante un código QR para acceder cómodamente a una línea móvil secundaria.
Herramienta de Análisis de Voz: Zadarma también ofrece una herramienta de análisis de voz que utiliza la inteligencia artificial para analizar las grabaciones de llamadas. Esta herramienta es de ayuda para las empresas, ya que transcribe las llamadas en más de 50 idiomas y analiza aspectos como el estado de ánimo y la intención. Es útil para diversas operaciones empresariales, incluidos los centros de llamadas y el servicio de atención al cliente.
Teamsale CRM: Zadarma ofrece un sistema CRM virtual diseñado para automatizar unos procesos fundamentales. Este sistema está integrado con la telefonía y la centralita virtual de Zadarma, por lo que es adecuado para empresas de diversos tamaños. El servicio CRM es gratuito, independientemente del número de empleados de la empresa.

## Actividades
Zadarma opera en más de 160 países y está representada por entidades jurídicas en España, Reino Unido y Bulgaria.
La empresa tiene más de 2 millones de clientes en todo el mundoy unos ingresos anuales de más de 15 millones de euros (2019).
Dmytro Tokar es cofundador y ocupa el cargo de Director de Marketing. El cofundador Vitalii Chupryna ocupa el cargo de Director de Tecnología.